# Матрак
Матра́к — гірська вершина у східній частині Великого Кавказу. Знаходиться на півночі Азербайджану.